# Lithophane bethunei
Lithophane bethunei là một loài bướm đêm trong họ Noctuidae.